# Pseudofentonia mediopallens
Pseudofentonia mediopallens är en fjärilsart som beskrevs av Shigero Sugi 1989. Pseudofentonia mediopallens ingår i släktet Pseudofentonia och familjen tandspinnare. Inga underarter finns listade i Catalogue of Life.